# Real hasta la muerte
Real hasta la muerte es el álbum de estudio debut del cantante puertorriqueño Anuel AA. Fue lanzado el 17 de julio de 2018, bajo el sello discográfico GLAD Empire, LLC, el mismo día que salió de prisión. 
El álbum cuenta con 12 canciones, y cuenta con las colaboraciones de artistas del género urbano como Ozuna, Ñengo Flow, Zion y Wisin. El 18 de septiembre del 2018, la RIAA certificó el álbum con un disco de diamante, convirtiendo a Real hasta la muerte en el primer álbum de un artista latino solista en lograrlo ese año.

## Lanzamiento y producción
Anuel concibió y grabó todo el álbum durante su estadía en prisión. Debido a su encarcelamiento, no brindó ninguna entrevista sobre el proyecto. Los temas del álbum, cuentan con el estilo y la línea que lo llevó a la fama.
Aunque el abogado del cantante, Eduardo Tapia Padilla, había anticipado a los medios de comunicación que su cliente se mantuvo trabajando desde la cárcel para sacar una producción, la exclusiva de que ya el disco saldría el mismo día de su liberación la publicó la revista bojayboe. La publicación anticipó que el 18 se tendría una entrevista completa y en profundidad con el cantante de trap.
El álbum se publicó el día que fue liberado de prisión y horas después, se brindó una conferencia de prensa para aclarar y responder dudas sobre el álbum. El proyecto discográfico se posicionó rápidamente en el Top de las listas de Billboard y Itunes.  
Un día después de su lanzamiento, se convirtió en el álbum en español con más streams en la historia de Apple Music en las primeras 24 horas. 
Canciones como Ella quiere beber o Hipócrita, se posicionaron en las listas más importantes de Spotify.    

## Lista de canciones
| N.º | Título                       | Duración |  |
| 1.  | «Na' Nuevo»                  | 4:44     |  |
| 2.  | «Quiere Beber»               | 3:08     |  |
| 3.  | «Hipócrita» (con Zion)       | 3:13     |  |
| 4.  | «Modo de Avión»              | 3:41     |  |
| 5.  | «Bandolera»                  | 3:10     |  |
| 6.  | «Pensando en Ti» (con Wisin) | 3:00     |  |
| 7.  | «Brindemos» (con Ozuna)      | 3:37     |  |
| 8.  | «Espina»                     | 3:19     |  |
| 9.  | «Tú No Lo Amas»              | 3:35     |  |
| 10. | «Naturaleza»                 | 3:36     |  |
| 11. | «Yeezy» (con Ñengo Flow)     | 4:22     |  |
| 12. | «Te Necesito»                | 3:56     |  |

## Posicionamientos en listas
| Listas (2018)                    | Mejor posición |
| -------------------------------- | -------------- |
| Estados Unidos Billboard Hot 200 | 42             |
| Estados Unidos Top Latin Albums  | 1              |

## Certificaciones
| País           | Organismo certificador | Certificación        | Ventas certificadas | Ref   |
| -------------- | ---------------------- | -------------------- | ------------------- | ----- |
| Estados Unidos | RIAA                   | 6 X Platino (Latino) | 360 000             | [ 5 ] |